# Sistema fabril
El sistema de fàbrica o fabril (utilitzat habitualment sense traduir en anglès com factory system en la literatura econòmica i historiogràfica) era un mètode productiu i d'organització de la feina industrial, oposat al domestic system que es va adoptar per primera vegada a Anglaterra durant la Revolució Industrial i més tard es va estendre per la resta de món. Possiblement Richard Arkwright va ser el promotor d'aquest sistema fabril / sistema de fabriques. Després patentar el seu water frame en 1769, va establir una fàbrica a Cromford (Derbyshire), Cromford Mill, que es considera la primera a constituir-se sota aquests principis.
Fonamentalment, cada treballador creava una part separada del conjunt total d'un producte, augmentant així l'eficiència del procés. Al contrari del característic del domestic system, a la fàbrica es reunien màquines (massa grans i costoses com per disseminar) i treballadors (remunerats mitjançant salari en comptes de per peça fabricada). Tots els processos de producció es duien a terme sota un mateix sostre, i la gran escala de l'activitat permetia continuar-indefinidament, mentre resulta pràctic, cosa que permetia a l'empresari aprofitar la totalitat de la força de treball del treballador mentre durés el temps de treball pel qual li havia contractat. La jornada laboral del nou obrer industrial era tan perllongada com la de treballador agrícola: des de l'alba fins al vespre, sis dies per setmana; però amb la gran diferència que el treballador industrial quedava reduït a una simple prolongació de la màquina, sense qualificació ni control sobre el procés productiu i, per tant, fàcilment reemplaçable; circumstàncies també oposades a les del treballador artesà, sotmès a la reglamentació gremial.
De seguida es va plantejar un debat en termes morals sobre el nou sistema, i molt abans que introduïssin modificacions en la legislació laboral van sorgir les queixes dels treballadors per les seves condicions de treball, que consideraven injustes, naixent el moviment obrer; primer com a resistència a les màquines (ludisme) i després com a associacionisme sindical (Trade Unions). El treball infantil i el treball femení (remunerat fins a quatre vegades menys que el masculí) van ser altres assumptes en qüestió. L'alternativa de l'socialisme utòpic es va plasmar en les fàbriques de Robert Owen (New Lanark, 1786) o els falansteris de Charles Fourier.